# Direitos LGBT em Serra Leoa
Os direitos LGBT em Serra Leoa são mínimos. Cidadãos lésbicas, gays, bissexuais e transgêneros (LGBT) em Serra Leoa enfrentam desafios legais não experimentados por cidadãos não-LGBT do país. A atividade homossexual masculina é ilegal em Serra Leoa, e é criminalizada com uma pena de prisão perpétua (com trabalhos forçados), embora esta lei raramente seja aplicada. No entanto, a atividade homossexual feminina é legal.

## Lei a respeito da atividade sexual do mesmo sexo
A atividade homossexual masculina é ilegal nos termos do Artigo 61 dos delitos contra a pessoa de 1861, e a prisão perpétua é possível. A atividade homossexual feminina é legal. Esta lei foi herdada do Reino Unido, quando o país ainda era colônia deste, e raramente é aplicada.
Serra Leoa é um dos 94 países que assinaram a "Declaração das Nações Unidas sobre Direitos Humanos, Orientação Sexual e Identidade de Gênero", que apoia a descriminalização da homossexualidade e a identidade dos transgêneros.

### Proteção anti-discriminatória
A Constituição de Serra Leoa não protege contra a discriminação com base na orientação sexual ou identidade de gênero.
A Comissão de Direitos Humanos de Serra Leoa não trabalha a questão dos direitos LGBT.

## Condições de vida
Um relatório apresentado pela embaixada dos Estados Unidos em Serra Leoa, em 2011, apresentou o seguinte:
Muitos serra-leoneses acreditam que a homossexualidade é praticada exclusivamente, através de incentivos de estrangeiros. Presume-se que os homossexuais copiam práticas ocidentais, ou são motivados pela economia. Boa parte dos serra-leoneses, mesmo aqueles com exposição considerável à cultura ocidental, dizem que a homossexualidade não existe no local, bem como que os casos registrados foram devido à influência ocidental. Os poucos habitantes de Serra Leoa que admitem conhecer alguém que acreditavam ser homossexual, dizem que em nenhum caso, alguém iria admitir isso abertamente, e se o fizessem, seriam rejeitados por suas famílias e amigos e, possivelmente, ameaçados por membros da comunidade. Enquanto estigmas sociais mantém a homossexualidade no armário, não há "caça às bruxas", incentivada pela rígida legislação a aplicação da lei de 1861.
Os políticos, os partidos políticos e outras organizações políticas em Serra Leoa evitam fazer declarações públicas sobre os direitos LGBT ou sair em oposição a eles por motivos religiosos. Os membros da comunidade LGBT em Serra Leoa iniciaram a campanha pelos direitos LGBT em 2002, com a criação da Associação Dignidade.
Em 2004, Fannyann Eddy foi assassinada. Ela foi a fundadora da primeira organização de direitos LGBT na Serra Leoa, a Sierra Leone Lesbian and Gay Association. De acordo com relatos iniciais, vários homens brutalmente estupraram e assassinaram ela em seu escritório. Muitos ativistas de direitos humanos acreditam que ela foi alvo por ser gay e por causa de seu trabalho em prol das mulheres e da comunidade LGBT. A divisão de investigação criminal da polícia Sierra Leone, no entanto, disse em 2005 que não havia nenhuma evidência de violência sexual e que o assassinato não poderia ser responsabilizado sobre a homofobia.
O primeiro-ministro britânico, David Cameron, disse em outubro de 2011 que o Reino Unido pode suspender a ajuda a países que não reconhecem os direitos LGBT. Em resposta, o vice-ministro da Informação de Serra Leoa, Sheka Tarawallie, disse à imprensa em novembro de 2011 que "não é possível que venhamos a legalizar casamentos do mesmo sexo, já que eles são contrários à nossa cultura". O presidente da Igreja Metodista em Serra Leoa, Bispo Arnold Temple, disse: "A Igreja em Serra Leoa fará todo o possível para proteger a democracia, mas os nossos valores não vão aceitar a chamada a partir do Sr. Cameron, para os países da Commonwealth, a aceitar a prática de lesbianidade e homossexualidade. Apelamos ao governo, para informar ao líder britânico que tais práticas são inaceitáveis e nós condenamos totalmente. A África não deve ser vista como um continente em necessidade de ser influenciado pela ameaça demoníaca, como os nossos valores são totalmente diferentes."
| Atividade homossexual permitida                                    | Sim para as mulheres/Não para os homens |
| Idade igual de consentimento                                       | Não                                     |
| Lei anti-discriminação no emprego                                  | Não                                     |
| Lei anti-discriminação no fornecimento de bens e serviços públicos | Não                                     |
| Lei anti-discriminação em outras áreas                             | Não                                     |
| Casamento entre pessoas do mesmo sexo                              | Não                                     |
| Reconhecimento de uniões do mesmo sexo                             | Não                                     |
| Adoção por casais do mesmo sexo                                    | Não                                     |
| Gays e lésbicas autorizados a servir nas Forças Armadas            | Não                                     |
| Direito de mudar de gênero                                         | Não                                     |
| Barriga de aluguel comercial para casais do mesmo sexo             | Não                                     |
| Homossexuais têm direito a doar sangue                             | Não                                     |